# Lasius oblongus
Lasius oblongus är en myrart som beskrevs av Assmann 1870. Lasius oblongus ingår i släktet Lasius och familjen myror. Inga underarter finns listade i Catalogue of Life.